# Garo Special: Byakuya no Majū
Garo Special: Byakuya no Majū (牙狼〈GARO〉スペシャル 白夜の魔獣? lett. "La bestia demoniaca della notte bianca") è una miniserie TV del 2006 diretta da Keita Amemiya.
Si tratta di una continuazione della serie Garo ed è stata trasmessa per la prima volta in due puntate, il 15 e il 22 dicembre 2006 sulla rete televisiva giapponese Family Gekijo. Nel 2007 le due puntate sono state distribuite in un unico lungometraggio, con l'aggiunta di scene inedite.

## Trama
Durante una notte di caccia agli orrori, il cavaliere makai Kōga Saejima si imbatte nella giovane Rin Yamagatana, una apprendista sacerdotessa proveniente dal villaggio dei mistici di Kantai. Rin racconta che il maestro Amon le è apparso in sogno e le ha chiesto di cercare Kōga. 
Nel frattempo, in un luogo isolato, un uomo e una donna uccidono una persona, già chiusa in un sacco. Improvvisamente, il luogo si riempie di insetti e il sangue fuoriuscito dal sacco causa la comparsa di un demone, che trucida brutalmente la donna e rende l'uomo suo servitore.
Rin evoca lo spirito di Amon presso la villa di Kōga. Il monaco spiega che la sacerdotessa Jabi, sua allieva e amica di Kōga, è ancora viva. Il suo corpo è infatti sigillato all'interno di un albero della foresta makai. Così Amon chiede a Kōga di andare a Kantai a risvegliarla il più presto possibile. 
Anche Rei Suzumura, il cavaliere d'argento, viene inviato a Kantai dal guardiano dell'est. Il suo compito è quello di presenziare a una cerimonia che si terrà durante l'eclissi solare e che ha lo scopo di impedire a una creatura conosciuta come レギュレイス?, Regyureisu di resuscitare i suoi simili.
Una volta giunto a Kantai, Kōga viene bruscamente fermato dal cavaliere bianco Tsubasa, fratello di Rin e responsabile di quel territorio. Secondo Tsubasa, ciò che sta per fare Kōga, cioè riportare indietro Jabi, va contro le leggi di Kantai, ma grazie all'intervento della sacerdotessa più anziana, Garai, la missione di Kōga può continuare. Garai dice a Kōga che sua madre, Rin Saejima, moglie di Taiga, era la migliore delle sue allieve e che la giovane Rin Yamagatana è stata chiamata Rin in suo onore. 
Grazie alla magia della giovane Rin, Kōga raggiunge l'albero dove è sigillata Jabi e si scontra con dei fantasmi generati dal suo subconscio: Kaoru, Barago, Kodama, Rei e Taiga. Riesce poi a entrare nell'albero e a risvegliare Jabi. 
A Kantai, Garai mostra a Kōga e agli altri la freccia di Ōrin, un oggetto essenziale per la cerimonia dell'eclissi solare, perché consente di distruggere il portale con cui Regyureisu richiama a sè i demoni ogni mille anni. Jabi si accorge però che la freccia è scarica del suo potere e si accinge a ripristinarlo. Garai capisce che il monaco Amon aveva previsto tutto questo e che la rinascita immediata di Jabi è stata di vitale importanza. Nel frattempo, all'esterno del santuario, Kōga, Rei, Tsubasa e i suoi due allievi sorvegliano il territorio.
Regyureisu compare nella notte con altri orrori per fermare il rituale. Rin interviene per salvare il fratello Tsubasa e viene colpita e avvelenata, tuttavia il gruppo riesce a neutralizzare la bestia. Il giorno successivo, Jabi salva la vita a Rin grazie ad un complicato rito di purificazione. 
Regyureisu ricompare improvvisamente. Durante lo scontro della notte precedente era infatti riuscito a possedere Goruba, il bracciale madōgu del cavaliere Tsubasa. Regyureisu ruba la freccia e rapisce Rin, per poi fuggire. Il bracciale Goruba, avendo letto la mente del demone durante la possessione, sa che Regyureisu è diretto alla roccia dove fu imprigionato da un cavaliere mille anni fa, ovvero lo stesso luogo in cui è risorto. Kōga, Jabi, Rei e Tsubasa partono quindi all'inseguimento attraverso la foresta Naraku.
Il gruppo riesce a recuperare la freccia di Ōrin e a impedire l'uccisione di Rin, ma la bestia raggiunge la sua piena potenza con l'eclissi. Kōga combatte nelle vesti del cavaliere d'oro Garo, però viene trafitto da un attacco di Regyureisu. Così, per purificarsi dal veleno del demone, decide di infilzare la freccia di Ōrin nel proprio corpo. In quel momento ha una visione di sua madre. L'armatura si potenzia e la freccia si trasforma in un'enorme lancia. Garo spicca il volo verso Regyureisu e scaglia con forza l'arma, che trapassa la bestia e polverizza il portale demoniaco.
Annientata la minaccia, Kōga ha una nuova visione di Taiga e Rin, i genitori. Rei abbandona Kantai e parte con la sua motocicletta, mentre Jabi decide di restare con la giovane Rin. Tornato a casa, Kōga vede il maggiordomo Gonza in giardino e scopre che c'è anche Kaoru ad aspettarlo. 

## Personaggi e interpreti

### Personaggi principali
- Kōga Saejima, interpretato da Hiroki Konishi.
- Rei Suzumura, interpretato da Ray Fujita.
- Jabi, interpretata da Yasue Satō.
- Tsubasa Yamagatana, interpretato da Shōma Yamamoto.
- Rin Yamagatana, interpretata da Yuzumi Shibamoto.
- Zaruba, doppiato da Hironobu Kageyama.

### Personaggi secondari
- Gonza Kurahashi, interpretato da Yukijirō Hotaru.
- Amon, interpretato da Akaji Maro.
- Garai, interpretata da Kazue Tsunogae.
- Goruba, doppiato da Ken'ichi Ogata.
- Rin Saejima, interpretata da Junko Tashiro.
- Shiruva, doppiata da Ai Orikasa.
- Kaoru Mitsuki, interpretata da Mika Hijii.
- Barago, interpretato da Masaki Kyōmoto.
- Taiga Saejima, interpretato da Hiroyuki Watanabe.
- Kodama, interpretato da Mark Musashi.
- Guardiano dell'est, interpretato da Toshiki Ayata.

## Produzione
Al regista Keita Amemiya fu proposto di realizzare subito uno special televisivo durante le riprese dell'ultimo episodio della serie Garo. Tuttavia, per mancanza di tempo, il progetto venne momentaneamente accantonato. La produzione dello special iniziò effettivamente ad aprile 2006, dopo la messa in onda dell'ultimo episodio il 31 marzo 2006. Sempre ad aprile, durante un evento di presentazione dell'uscita in DVD di Garo, venne annunciata ufficialmente la realizzazione dello special. Il contenuto definitivo delle due puntate venne confermato nel giugno 2006.
Per quanto riguarda la trama, Keita Amemiya ha proposto l'entrata in scena della madre di Kōga Saejima, mentre uno dei produttori di Tohokushinsha, Kiyotaka Ninomiya, ha proposto il ritorno di Jabi. Partendo dall'idea della madre di Kōga, si è deciso poi di includere Rin, una giovane sacerdotessa che condivide lo stesso nome. Di conseguenza è stato aggiunto Tsubasa, nuovo cavaliere bianco "Dan" e fratello di Rin, anche se inizialmente il nemico del film doveva essere proprio un cavaliere. Per quanto riguarda la rinascita di Jabi, Amemiya disse che non si poteva semplicemente riportarla in vita, considerando gli eventi passati di Garo, quindi si scelse di introdurre la freccia di Ōrin, per giustificare il suo ritorno, visto che Jabi si accorgerà che la freccia è scarica del suo potere e il suo aiuto sarà determinante in varie situazioni. Inoltre, Kōga avrebbe dovuto rischiare la vita e affrontare enormi difficoltà per farla tornare in vita.

## Distribuzione

### Edizioni home video
Il 25 settembre 2007 è stata distribuita in Giappone da Bandai Visual un'edizione DVD che unisce entrambe le puntate in un unico film e che include contenuti extra e scene tagliate. Il primo disco ha una durata di 105 minuti, il secondo con gli extra ha una durata di 60 minuti.